# Roberto Righi
Roberto Righi (São Paulo, 13 de outubro de 1951) é um arquiteto e urbanista brasileiro, formado pela Universidade de São Paulo em 1975.
É mestre em planejamento urbano e regional pela Universidade Federal do Rio de Janeiro em 1981. Doutor em arquitetura e urbanismo pela Universidade de São Paulo em 1988 e pós-doutorado (em andamento) na FAUUSP.
Roberto Righi participa desde 1978, do ensino e pesquisa, como professor titular, na graduação e pós-graduação em arquitetura e urbanismo da Universidade Presbiteriana Mackenzie, e também da Universidade de São Paulo nas áreas de planejamento urbano e regional e história da arquitetura e do urbanismo, bem como projetos.
Nestas instituições assumiu várias funções e cargos, incluindo o de diretor, chefe de departamento, fundador e coordenador da pós-graduação em arquitetura e urbanismo da Universidade Presbiteriana Mackenzie.
Professor convidado de várias Universidades no Brasil e no exterior. Idealizador da UNIECO, universidade com concepção, filosofia e programa ecológico, em parceria com o arquiteto Augusto Mário Boccara. Contribuiu com a Secretaria de Planejamento da Prefeitura Municipal de São Paulo, nas áreas de Planejamento Urbano, Desenvolvimento e Desenho Urbano. Participou das comissões de julgamento de vários concursos nacionais e regionais, nas áreas de arquitetura, desenvolvimento urbano e artes visuais, destacando-se a do 5º "Prêmio Jovens Arquitetos" IAB-SP em 2001 e o Salão Paulista de Belas Artes em 2003.
Possui atividade artística nas áreas de pintura, gravura, fotografia e escultura. Tem participado de diversas exposições e recentes premiações, como no 28th Exposição Bunkyo, na Carta do Descobrimento, na exposição coletiva na FUNARTE- São Paulo, em 1999.
Em 2000, desenvolveu duas exposições individuais: uma exposição no museu da FAUUSP e a outra no Espaço Cultural do Dado Bier, bem como participou de vários trabalhos, como o Oriente Ocidente Traços de União no Brasil 500 Anos e a 29th Exposição Bunkyo. Em 2001, participou de duas exposições individuais: na Universidade Regional de Blumenau e no Museu de Arte de Joinville. Obteve também o Prêmio Estímulo na 1ª Exposição de Arte Figurativa Contemporânea. Em 2002, desenvolveu com o arquiteto Augusto Mário Boccara a Exposição Heranças e identidades no Salão Caramelo da FAUUSP, bem como participou de diversas coletivas. Em 2006 empreendeu a exposição individual "Mondo Acqua" na biblioteca Pe. Elemar Scheid do Centro Universitário de Jaraguá do Sul, SC. Em 2007 organizou a exposição individual retrospectiva de 1999 a 2006 intitulada "O Lugar e o Homem" no Espaço Cultural João Calvino da Universidade Presbiteriana Mackenzie, com a curadoria do Dr. Issao Minami.
Desenvolve atividades técnicas de consultoria em desenvolvimento urbano e desenho urbano, como no concurso do projeto da Rua XV de Novembro no centro da cidade de Blumenau e o projeto Tamanduatehy em Santo André in 1999, junto com o arquiteto francês Christian de Portzamparc.
Participou também das equipes ganhadoras e finalistas de vários concursos nacionais e regionais, como o primeiro lugar no concurso nacional de idéias para um novo centro para a cidade de São Paulo em 1997 e o concurso São Paulo Eu te Amo, com a proposta de reurbanização da Avenida dos Metalúrgicos em Guaianases de 1998. Premio Melhor Trabalho de 2008 do Instituto de Engenharia de São Paulo, analisando temas de interesse do setor público. Terceiro Prêmio no Concurso de Anteprojeto arquitetônico para o Campus Diadema da Universidade Federal de São Paulo em 2006. Recebeu também Menções Honrosas nos Concursos: Nacional de Idéias para as Marginais dos rios Tietê e Pinheiros em 1997, no de Requalificação do Complexo Penitenciário Carandiru em 1999 e no Prêmio Prestes Maia de 2006.
Autor e Co-autor de vários livros. Ó último é o Palacete Santa Helena de 2006. Apresentou diversos artigos e comunicados em revistas e eventos científicos, tais como: Dynamis, Pós, Making Cities Livable, DOCOMOMO, Projetar, Cidade Revelada, LARES, ARQUISUR, dentre outros.
Faz parte do "Comitê Científico" dos Cadernos PROARQ da Faculdade de Arquitetura e Urbanismo da Universidade Federal do Rio de Janeiro.